# Maurs
Maurs is een gemeente in het Franse departement Cantal (regio Auvergne-Rhône-Alpes). De gemeente telde 2.131 inwoners op 1 januari 2022. De plaats maakt deel uit van het arrondissement Aurillac.

## Geschiedenis
De plaats ontstond bij een benedictijner abdij die werd gesticht door de Abdij Saint-Géraud van Aurillac, en Maurs werd voor het eerst vermeld in 941. In 1260 verkreeg Maurs stadsrechten en in die periode werd ook een stadsmuur gebouwd. Maurs had erg te lijden onder de Hugenotenoorlogen en ook onder een pestepidemie. De stad werd in 1569 ingenomen door een protestants leger dat de stad meer dan een jaar bezet hield. Ook in 1577 en in 1586 kende de stad oorlogsgeweld. In 1642-1643 sloot de bevolking van de stad zich aan bij de opstand van de Croquants tegen de geheven belastingen. In 1785, nog voor de Franse Revolutie, werd de abdij van Maurs opgeheven en werd de abdijkerk de nieuwe parochiekerk.
De 19e eeuw bracht grote veranderingen. De stadsmuur verdween maar het tracé van de ronde omwalling is nog terug te vinden in de Tour de Ville, de ringweg rond de oude stad. Er werden fonteinen aangelegd om de watervoorziening te verbeteren, er werd een markthal gebouwd, de weg tussen Clermont en Toulouse werd rond 1840 geopend en in 1866 opende het treinstation. Deze verbeterde transportmogelijkheden gaven een impuls aan de teelt van kastanjes en de productie van kastanjeolie. In de 19e eeuw telde de gemeente 1200 ha met kastanjebomen.

## Geografie
De oppervlakte van Maurs bedroeg op 1 januari 2022 30,84 vierkante kilometer; de bevolkingsdichtheid was toen 69,1 inwoners per km².
De gemeente ligt in het Centraal Massief. De Rance stroomt door de gemeente.
De onderstaande kaart toont de ligging van Maurs met de belangrijkste infrastructuur en aangrenzende gemeenten.

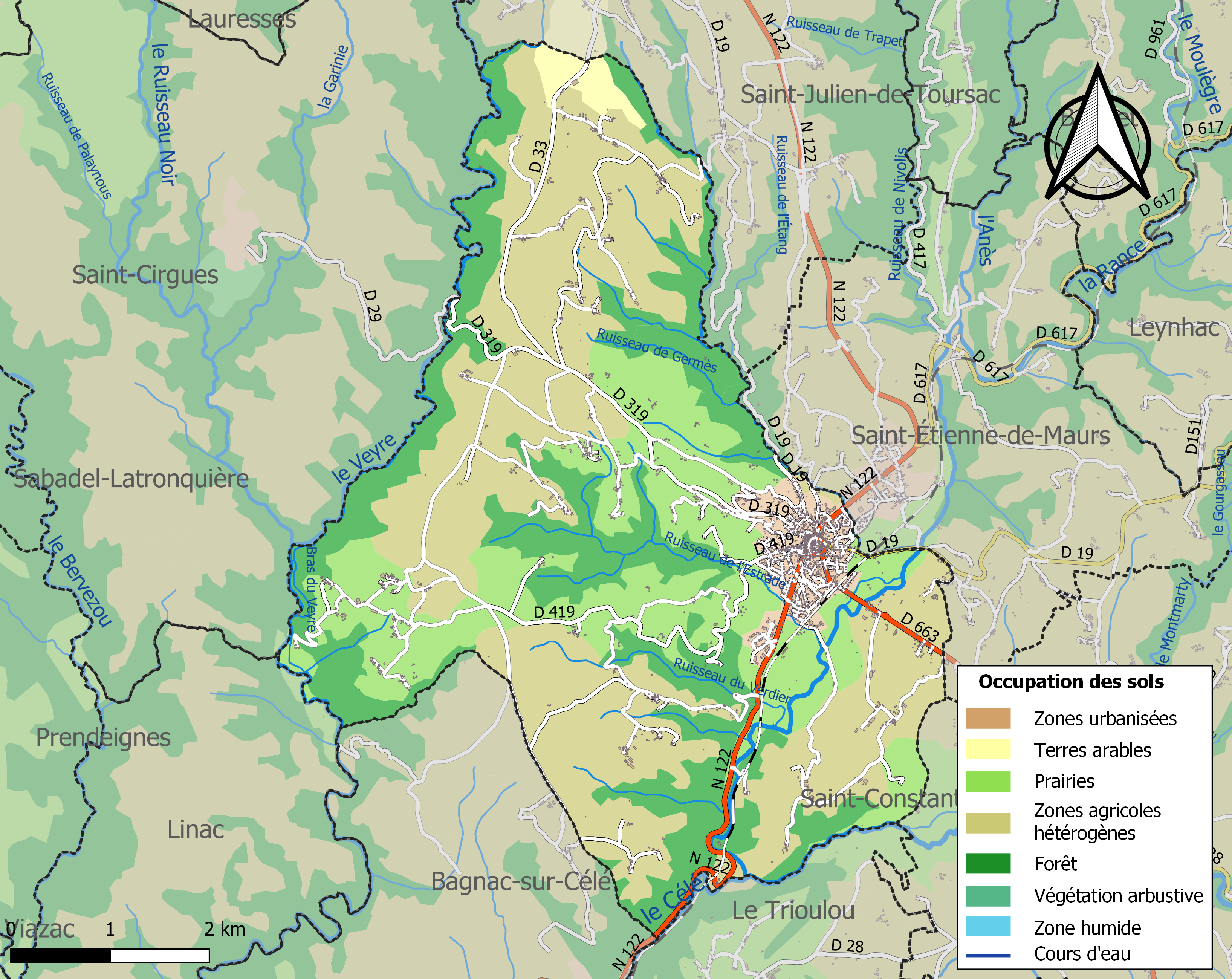

## Demografie
Onderstaande figuur toont het verloop van het inwonertal (bron: INSEE-tellingen).

Vanwege een beveiligingsprobleem met de MediaWiki Graph-software is het momenteel niet mogelijk deze grafiek weer te geven. Zodra de software is bijgewerkt zal de grafiek vanzelf weer zichtbaar worden.

## Bezienswaardigheden
De gotische kerk Saint-Césaire werd gebouwd in de 14e eeuw en is een voormalige abdijkerk. De kerk bezit een 12e-eeuwse reliekbuste van de heilige Caesarius van Arles.

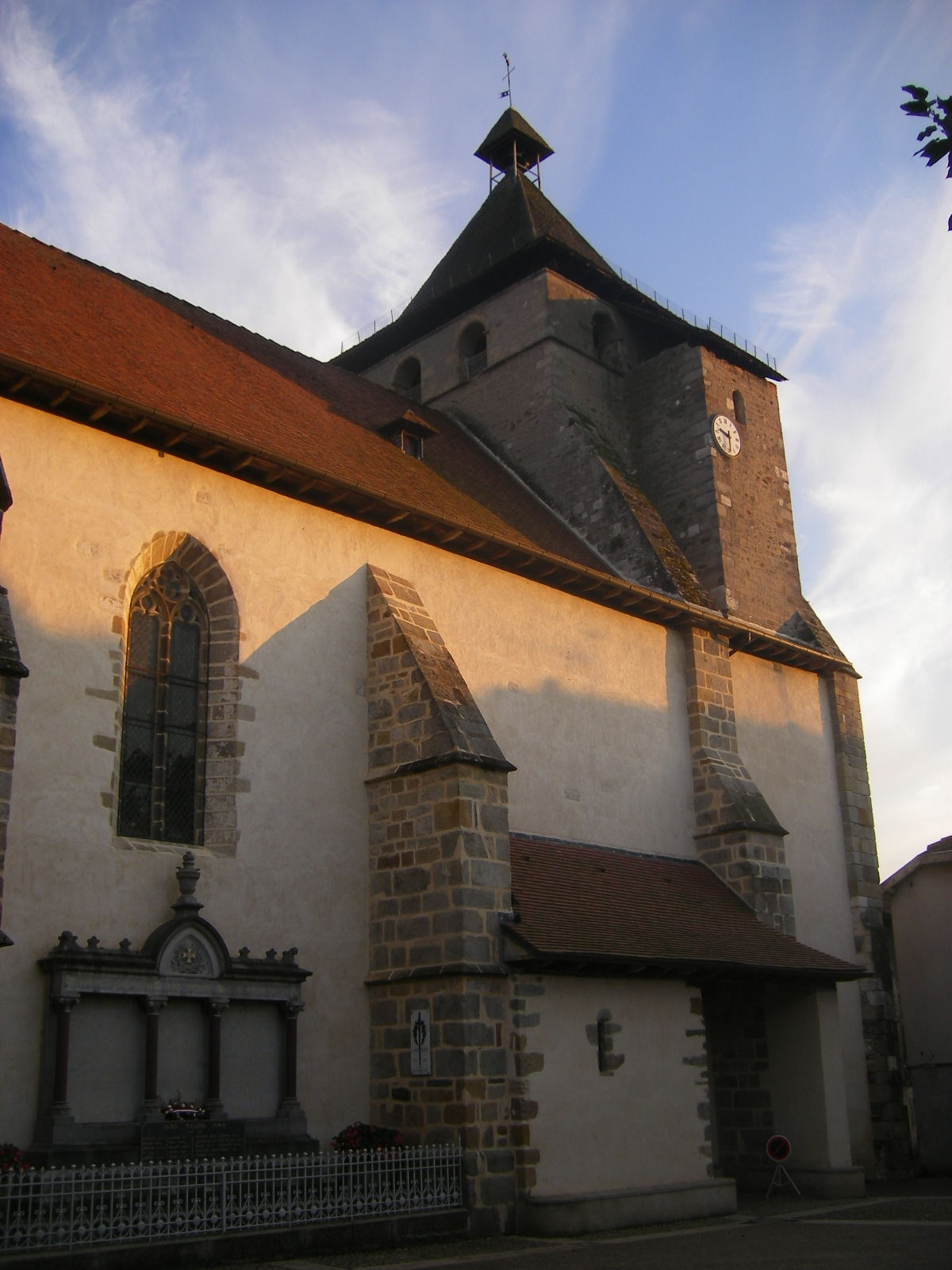
Kerk Saint-Césaire
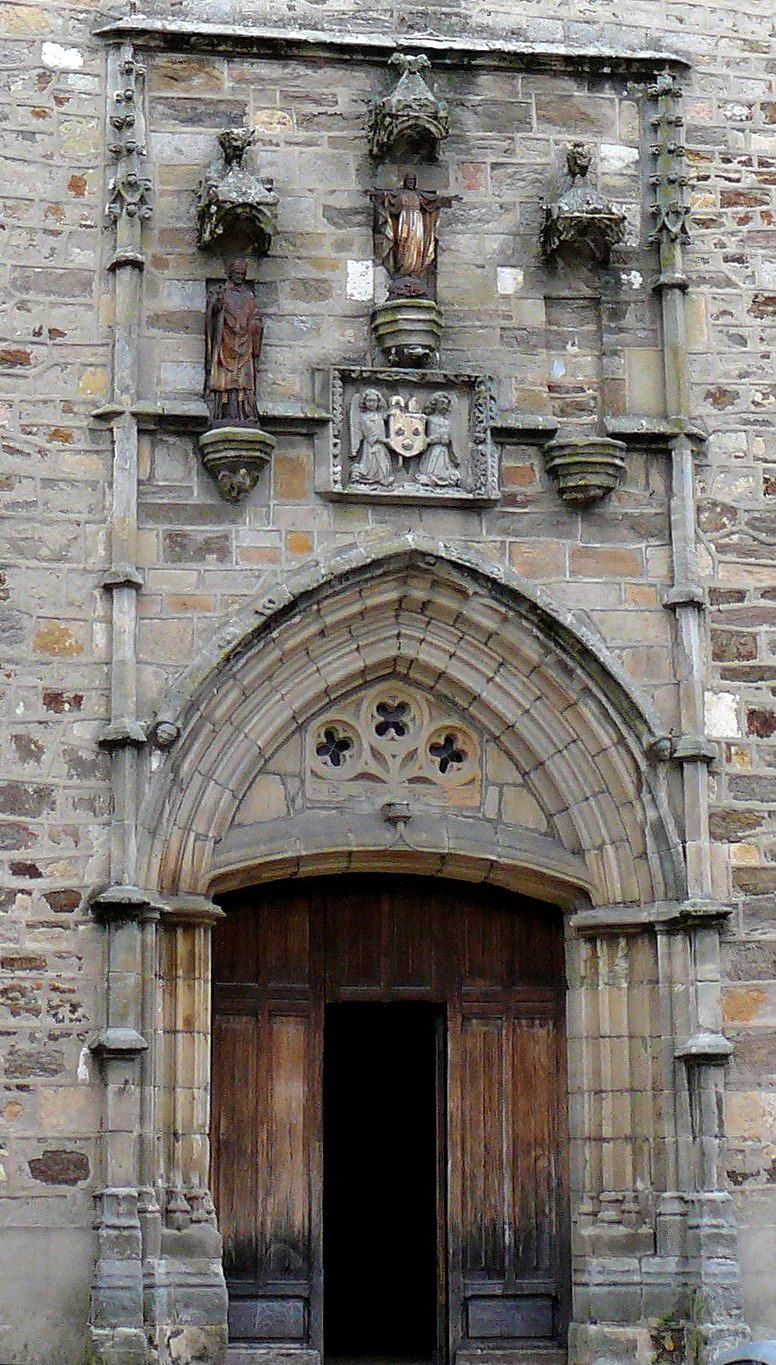
Portaal van de kerk
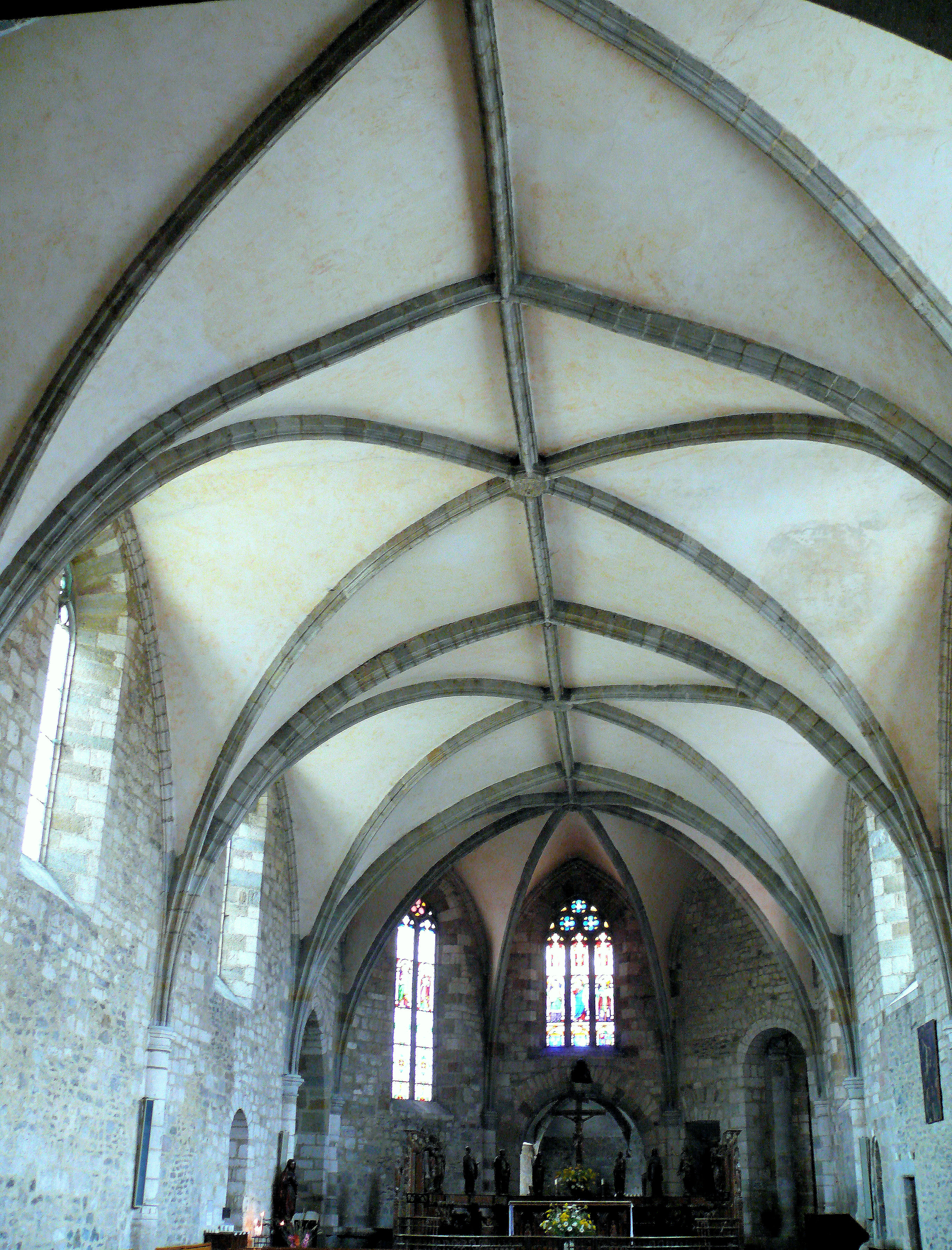
Interieur van de kerk
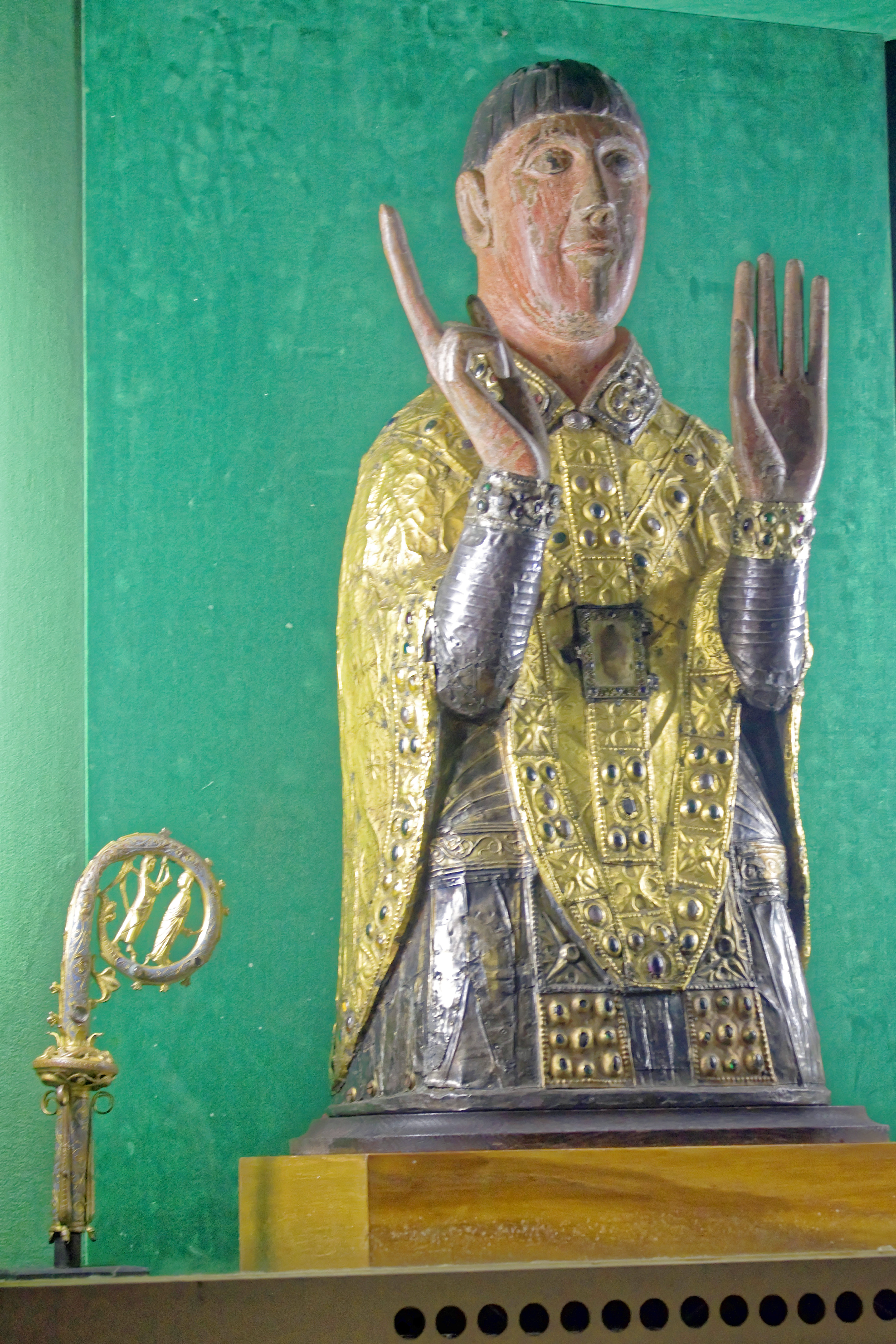
Romaanse reliekbuste
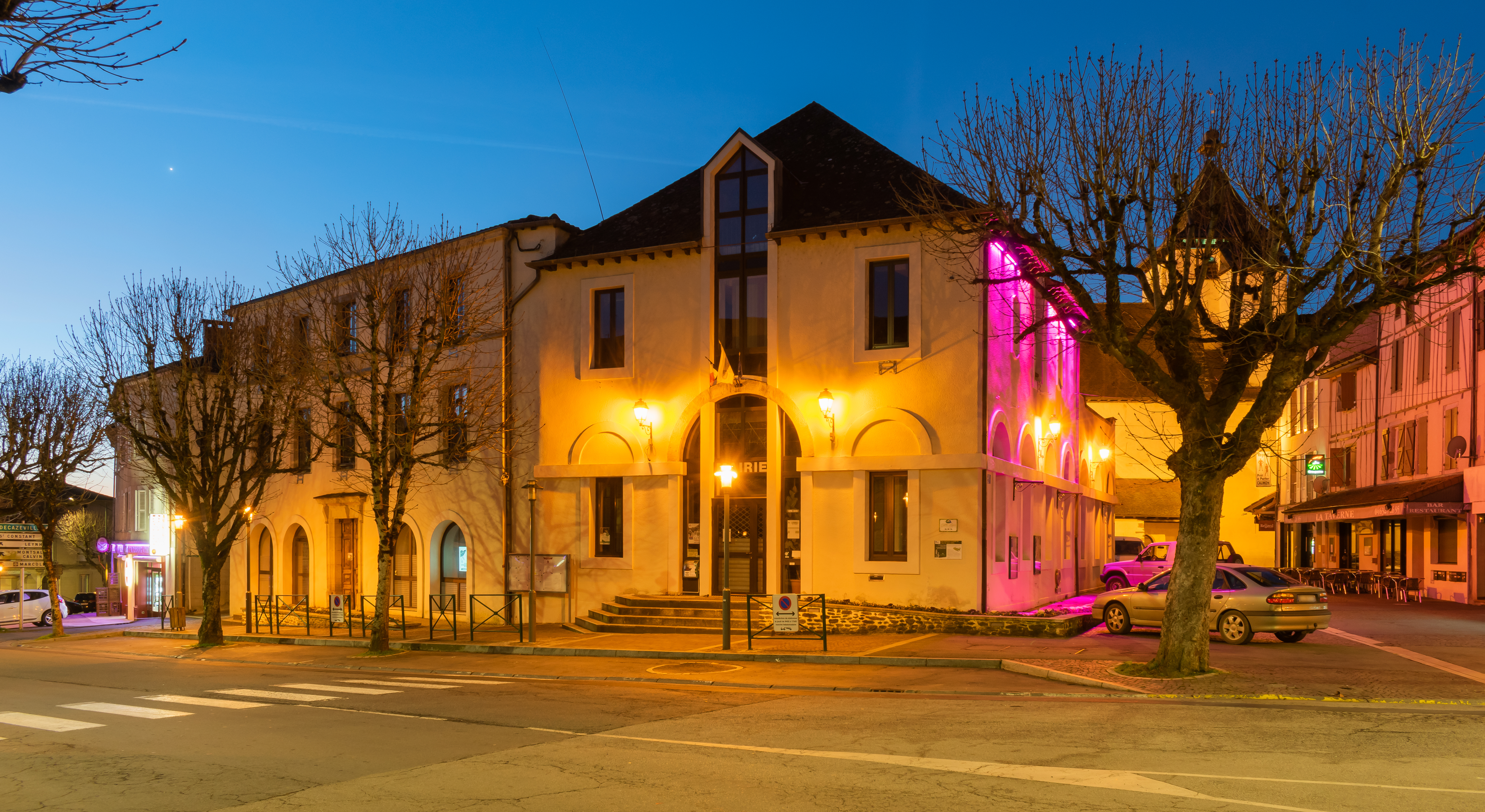
Stadhuis